# Лоран Косиелни
Лоран Кошчелни (на френски: Laurent Koscielny, е бивш френски футболист от полски произход, играещ като централен защитник.

## Клубна кариера

### Ранна кариера
Кошчелни започва професионалната си кариера в отбора на Гингам. От този отбор са тръгнали звезди като Дидие Дрогба и Флоран Малуда. За 3 години изиграва 46 мача за отбора си, но той изпада в третото ниво на френския футбол. Повечето от мачовете изиграва на позицията десен бек.
През 2007 г. преминава в отбора на ФК Тур. Тук той заиграва като централен защитник. Показва невероятен напредък на тази позиция, лимитирайки жълтите си картони до само три. През сезон 2009/10 изиграва 24 мача и вкарва 6 гола за ФК Тур. През същия сезон е избран в идеалната единайсеторка за сезона в Лига 2.

### Лориен
На 16 юни 2009 г. новакът по това време в Лига 1 Лориен подписва с Косиелни 4-годишен договор. Привлечен е от ФК Тур за 1.7 милиона евро. Играе отново на предпочитана от него позиция на централен защитник. За един сезон изиграва 35 мача и вкарва 3 гола. Първия си гол в Лига 1 вкарва на 7 март 2009 г. срещу Олимпик Марсилия. Втория си гол отбелязва в добавеното време срещу Монпелие. Косиелни помага на отбора си Лориен да завърши на 7 място през сезона – най-доброто място, на което Лориен някога е финиширал във френския елит.
На 6 юли 2010 г. Кошчелни уговаря личните си условия с английския Арсенал. Сумата по трансфера е около 8.45 милиона лири.

### Арсенал
На 7 юли 2010 г. Арсенал потвърждава траснфера на Лоран Кошчелни, а французина взима фланелката с номер 6.
Официалния си дебют за клуба прави в първия кръг на новото първенство срещу Ливърпул. Лоран е изгонен в края на мача, получавайки два жълти картона в добавеното време. Първия си гол за клуба отбелязва на 11 септември 2010 г. срещу Болтън.
Дебютът си в Европа прави при победата с 6 – 0 над Спортинг Брага, партнирайки си в отбрана със Себастиан Скилачи. Впоследствие прави силни игри срещу Съндърланд и Тотнъм в мача им за Карлинг Къп. В четвъртия кръг на същия турнир асистира за гола на Тио Уолкът при победата с 4 – 0 над Нюкясъл. На 7 ноември 2010 г. получава червен картон при домакинската загуба с 0 – 1 от Нюкясъл.
На 25 януару 2011 г. вкарва гол при победата над Ипсуич с 3 – 0 в полуфинал за Карлинг Къп. През целия януари той и съотборника му Йохан Джуру са централната двойка защитници на Арсенал, която не допуска гол през целия месец. На 1 февруари вкарва гол срещу Евертън. В първия мач от 1/8 финалите на Шампионска лига прави и най-силния си мач за клуба срещу отбора на Барселона.

### 2011/2012
Кошчелни започва сезона, сформирайки централна двойка защитници с Томас Вермален. В домакинския мач срещу Ливърпул получава контузия едва в десетата минута. Завръща се при загубата на Арсенал с 8 – 2 от Манчестър Юнайтед. На 17 септември Кошчелни си вкарва автогол при загубата от Блякбърн с 3 – 4. Избран Кошчелни е за играч на мача срещу Олимпик Марсилия в груповата фаза на Шампионска лига. Първия си гол за сезона вкарва срещу Фулъм на 2 януари 2012 г. Първия си гол в Европа вкарва при победата с 3 – 0 над Милан. На 13 май вкарва гол при победата с 3 – 2 над Уест Бромич Албиън.
На 24 юли 2012 г. подписва нов дългосрочен договор с Арсенал.

## Национален отбор
Преди да заиграе за Франция, Кошчелни получава повиквателна за Полша, за която по това време също има право да играе. През август 2010 г. става ясно, че Лоран е отказал среща с треньора на Полша Франтишек Жмуда и е отклонил поканата да играе за Полша.
Първата си повиквателна за Франция Кошчелни получава на 3 февруари 2011 г. за контролата с Бразилия. Получава още една повиквателна на 25 август. Първия си мач за Франция Кошчелни изиграва на 11 ноември 2011 г. срещу САЩ, като изиграва пълни 90 минути за победата на Франця с 1 – 0. Първия си мач на голямо първенство изиграва по време на 1/4 финалния сблъсък с Испания на Евро 2012.